# Muzeum Wielorybnictwa w Sandefjordzie
Muzeum Wielorybnictwa w Sandefijrdzie (nor. Hvalfangstmuseet) – muzeum działające od 1917 roku w Sandefjord w Norwegii poświęcone historii wielorybnictwa.

## Historia
Muzeum Wielorybnictwa Komandora Christena Christensena otworzył w 1917 roku jego syn Lars Christensen. Nadał mu imię swojego ojca i w dniu otwarcia 23 maja 1917 roku przekazał je wraz z wystawami i kolekcjami w prezencie gminie Sandefjord. Do 1968 roku muzeum popularyzowało wiedzę o wielorybnictwie, ale gdy Norwegia podjęła decyzję o zaprzestaniu połowów, prezentuje wyłącznie historię połowów.
Oddziałem muzeum jest statek wielorybniczy Southern Actor. Zbudowany w 1950 roku statek został odnaleziony w 1989 roku w jednym z hiszpańskich portów. Po sprowadzeniu do Norwegii dzięki wsparciu wolontariuszy i darczyńców odnowiono go i udostępniono do zwiedzania.
Muzeum Wielorybnictwa jest oddziałem gminnej spółki Vestfoldmuseene. Powstała ona w 2009 roku i zajmuje się zarządzaniem muzeami i archiwami znajdującymi się na terenie ośmiu gmin.

## Budynek
Budynek na potrzeby muzeum został zaprojektowany przez architekta Nielsa Winge Grimnesa. Jest jednym z najstarszych w Norwegii obiektów specjalnie zaprojektowanym przez architekta na potrzeby muzealne. Umieszczono w nim pełnowymiarowy model płetwala błękitnego, który można oglądać z galerii wspartej na 12 filarach. W 1981 roku budynek został rozbudowany, a w 2018 roku dobudowano do niego nowy budynek.
Główny portal do najstarszego budynku wykonał Magnus Vigrestad. Wyrzeźbił w granicie motywy człowieka i wieloryba.